# Ісламський фундаменталізм
Хоча початково релігійний фундаменталізм був течією у християнстві, після Іранської революції цей термін стали вживати також щодо радикальних течій в ісламі. До таких течій належить, зокрема, ваххабізм — офіційна ідеологія Саудівської Аравії. Ісламський фундаменталізм має яскраво виражений антизахідний, антиамериканський характер. На відміну від християнського фундаменталізму представники ісламського фундаменталізму свою ідеологію так не називають. 
Ісламський фундаменталізм характеризується поверненням до первинної «чистоти» ісламу, очищенням від нашарувань, що увібрав у себе іслам протягом історії (саме це відрізняє фундаменталістів від традиціоналістів, адже останні притримуються захисту багатьох пізніших звичаїв) і проголошує відновлення конкретних соціальних і політичних інститутів і норм, що мали місце за часів пророка Мухаммада і перших чотирьох пророків. 
Ісламський фундаменталізм є однією з течій, поряд з ісламським традиціоналізмом і ісламським модернізмом.
За твердженням французького ученого Ф. Бюрга, ісламський фундаменталізм направлений на відновлення саме державних і соціальних інститутів, тоді як традиціоналізм, тяжіє до відновлення моралізаторського духу тих часів. Також різняться вони і в часових ідеалах, адже, якщо фундаменталізм вбачає свій ідеал в часах Мухаммеда і перших пророків, то традиціоналізм – в часах, коли до ісламу включались ті чи інші етноконфесійні громади зі своїми локальними етичними нормами.
З точки зору американського вченого Ю. Хувейрі «фундаменталізм неприязно настроєний як до традиціоналізму, так і до офіційних релігійних інститутів». Крім цього, багато дослідників акцентують і на конфліктному характері фундаменталізму. Отже порівняно з більш лояльним традиціоналізмом, фундаменталізм є більш реакційним і революційно настроєним.
Російський ісламознавець З.І. Льовін стверджує, що традиціоналізм в ісламі є «салафітським модернізмом», а фундаменталізм – «охоронним салафізмом».
У свою чергу, російський вчений К.І. Поляков, розуміє «ісламський фундаменталізм» як модель ісламських суспільних відносин, поряд із традиціоналістською і модерністською, але фундаменталізм є своєрідним відгалуженням від традиціоналістської гілки і не має власної, незалежної від традиціоналізму ідейної основи. Таке відгалуження, за твердженням Полякова, відбувається в часи, коли настає чергова революційна чи перебудовна фаза в історії і виникає необхідність радикального повернення до ідейних основ. Таким чином, фундаменталізм розглядається саме як радикалізація традиціоналізму. Причиною очищення є прагнення подальшого успішного розвитку, що не може відбуватися з тягарем неправильних нашарувань, які накладаються під час історичного процесу. Головним лозунгом такого ісламського фундаменталізму є «назад – в минуле».
Іншим прихильником розуміння ісламського фундаменталізму як радикальної версії традиціоналізму є А.Ю. Умнов, який уважає фундаменталізм нетрадиційною версією традиціоналізму. Умнов також виділяє лише дві основні течії в ісламі – традиціоналізм і модернізм. Але підкреслюючи зовнішню схожість традиціоналізму і фундаменталізму, вбачає в них серйозні внутрішні розбіжності. Зокрема, як ісламський традиціоналізм, так і ісламський фундаменталізм прагнуть відродити і зберегти традиційні ісламські етичні норми, поведінку, звичаї і, навіть, покарання. І перші, і другі можуть застосовувати екстремістські методи для досягнення своїх цілей. Проте, традиціоналізм прагне до традиційного збереження стосунків, а фундаменталізм наполягає на радикальній перебудові, й іноді революційним шляхом. Окрім цього, традиціоналісти не вбачають необхідності відродження і збереження традицій поза своєю локальною територією, а фундаменталісти наполягають на необхідності виходу за межі своєї держави і відродження першопочаткових ісламських цінностей ледь не на всій планеті.
Причини сьогоднішньої популярності цієї течії багато в чому збігаються з причинами виникнення і популярності ісламського радикалізму, зокрема, Джон Еспозіто у своїй праці «Ісламська загроза: міф чи реальність», зауважує:
|  | …Вдихнути життя в мусульманські правлячі установи та в суспільство, можна лише одним способом: знову затвердити ісламський закон, зробити його основою держави і суспільства, які повинні керуватися ісламом і спиратися на соціальну справедливість... Слабкість і підлегле становище мусульманських держав – це наслідок безбожництва мусульман, які ухилилися від шляху, накресленого Богом, і вважали кращими за нього світські, матеріалістичні ідеології та цінності Заходу або Сходу – капіталізм чи марксизм, отже треба повертатися до тих норм та цінностей, а також, в першу чергу соціальних інститутів, що були в перші десятиріччя існування ісламу. |

Ідеї ісламського фундаменталізму лежать в основі ісламського радикалізму та ісламізму.